# Cagliari Calcio 1998-1999
Questa voce raccoglie le informazioni riguardanti il Cagliari Calcio nelle competizioni ufficiali della stagione 1998-1999.

## Stagione
Nella stagione 1998-1999 il Cagliari disputa il campionato di Serie A, raccoglie 41 punti che gli valgono il dodicesimo posto. Risalito subito nella Massima serie, il Cagliari in questa stagione si riaffida al tecnico Gian Piero Ventura, rinforzando la rosa, messa dal presidente Massimo Cellino a sua disposizione. Nel girone di andata è un Cagliari discreto in casa, ma piuttosto fragile in trasferta, al termine del girone ha 20 punti, 5 sopra la zona retrocessione. Nel momento topico della seconda parte del torneo, la squadra rossoblù recupera, dopo un lungo infortunio, l'attaccante Patrick Mboma, arrivato ad inizio stagione, e grazie alle sue reti e a quelle di Roberto Muzzi, anche in Serie A sui livelli eccellenti della stagione scorsa in quella cadetta, naviga verso l'obiettivo di mantenere la categoria. Raggiunto a inizio maggio con le due vittorie contro il Bologna (1-3) e la Salernitana (3-1). Nella Coppa Italia i sardi superano nel doppio confronto del Primo turno il Lumezzane, mentre nei sedicesimi sono estromessi dal torneo dal Venezia.

## Divise e sponsor
Lo sponsor tecnico della stagione fu per la prima volta il marchio Biemme di Brogliano. Il main sponsor fu ancora Pecorino Sardo. La prima divisa, rimane dunque il classico completo a quarti rossoblù. Nella parte posteriore viene però introdotto un arco blu (a tutto sesto) al cui interno è stampato il numero. Stesso discorso per il terzo completo arancione, dove si vede solo il bordo di questa sorta di figura geometrica. Il secondo completo si presenta invece bianco con ampi inserti rossoblù.
| 1ª divisa | 1ª divisa retro | 2ª divisa | 3ª divisa | 3ª divisa retro |  |

## Rosa
| N. |                    | Ruolo | Calciatore              |
| -- | ------------------ | ----- | ----------------------- |
| 1  | Italia (bandiera)  | P     | Alessio Scarpi          |
| 2  | Italia (bandiera)  | D     | Francesco Zanoncelli    |
| 3  | Italia (bandiera)  | D     | Gianluca Grassadonia    |
| 4  | Italia (bandiera)  | D     | Matteo Villa (capitano) |
| 5  | Italia (bandiera)  | C     | Gianni Cavezzi          |
| 6  | Italia (bandiera)  | D     | Matteo Centurioni       |
| 7  | Italia (bandiera)  | C     | Gaetano Vasari          |
| 8  | Italia (bandiera)  | C     | Tiziano De Patre        |
| 9  | Camerun (bandiera) | A     | Patrick Mboma           |
| 10 | Uruguay (bandiera) | C     | Fabián O'Neill          |
| 11 | Italia (bandiera)  | A     | Roberto Muzzi           |
| 12 | Italia (bandiera)  | P     | Maurizio Franzone       |
| 13 | Italia (bandiera)  | D     | Fabio Macellari         |
| 14 | Italia (bandiera)  | C     | Daniele Berretta        |

| N. |                         | Ruolo | Calciatore         |
| -- | ----------------------- | ----- | ------------------ |
| 15 | Francia (bandiera)      | D     | Jonathan Zebina    |
| 16 | Italia (bandiera)       | A     | Andrea Pisanu      |
| 18 | Italia (bandiera)       | D     | Vincenzo Esposito  |
| 19 | Sudafrica (bandiera)    | D     | David Nyathi       |
| 20 | Sierra Leone (bandiera) | A     | Mohammed Kallon    |
| 22 | Italia (bandiera)       | P     | Antonio Castelli   |
| 23 | Italia (bandiera)       | A     | Eupremio Carruezzo |
| 25 | Italia (bandiera)       | P     | Daniele Corsi      |
| 26 | Uruguay (bandiera)      | D     | Diego Luis López   |
| 27 | Italia (bandiera)       | C     | Vincenzo Mazzeo    |
| 28 | Uruguay (bandiera)      | C     | Nelson Abeijón     |
| 29 | Italia (bandiera)       | C     | Cristiano Zanetti  |
| 24 | Danimarca (bandiera)    | C     | Christian Lønstrup |

## Risultati

### Serie A

#### Girone di andata
| Arbitro: | Treossi (Forlì) |

|                      |           |                  |
| Kallon 31’ Muzzi 42’ | Marcatori | 77’, 83’ Ventola |

| Arbitro: | Messina (Palermo) |

|               |           |  |
| F. Inzaghi 8’ | Marcatori |  |

| Arbitro: | Borriello (Mantova) |

|                                                  |           |  |
| Kallon 7’, 76’ Muzzi 55’ Vasari 69’ Berretta 78’ | Marcatori |  |

| Arbitro: | Boggi (Salerno) |

|                           |           |  |
| Couto 45+3’ Stanković 69’ | Marcatori |  |

| Arbitro: | Treossi (Forlì) |

|              |           |  |
| De Patre 19’ | Marcatori |  |

| Arbitro: | Bolognino (Milano) |

|                               |           |                                                   |
| Muzzi 41’, 45+1’ De Patre 54’ | Marcatori | 43’ (rig.) D. Andersson 81’ Masinga 83’ Zambrotta |

| Arbitro: | Braschi (Prato) |

|                |           |              |
| Otero 23’, 90’ | Marcatori | 29’ Berretta |

| Arbitro: | Bazzoli (Merano) |

|                           |           |                         |
| Muzzi 21’, 61’ Kallon 54’ | Marcatori | 37’ Buso 57’ S. Inzaghi |

| Arbitro: | De Santis (Tivoli) |

|                              |           |             |
| A. Di Napoli 22’ (rig.), 64’ | Marcatori | 90+4’ Muzzi |

| Arbitro: | Tombolini (Ancona) |

|            |           |  |
| Kallon 53’ | Marcatori |  |

| Arbitro: | Bolognino (Milano) |

|                            |           |              |
| Bachini 34’ M. Amoroso 64’ | Marcatori | 87’ De Patre |

| Arbitro: | De Santis (Tivoli) |

|  |           |                       |
|  | Marcatori | 67’ (aut.) Zanoncelli |

| Arbitro: | Bazzoli (Merano) |

|                          |           |                |
| Rapaić 38’ Maspero 90+2’ | Marcatori | 90+1’ Berretta |

| Arbitro: | Bolognino (Milano) |

|  |           |             |
|  | Marcatori | 51’ Signori |

| Arbitro: | Braschi (Prato) |

|              |           |                                |
| Belmonte 10’ | Marcatori | 42’ Macellari 78’, 90+1’ Muzzi |

| Arbitro: | Braschi (Prato) |

|                                  |           |                                  |
| Muzzi 3’, 64’ O'Neill 45+2’, 90’ | Marcatori | 27’, 41’ Delvecchio 80’ Gautieri |

| Arbitro: | Rodomonti (Teramo) |

|                                    |           |                          |
| Batistuta 7’, 79’, 89’ Edmundo 76’ | Marcatori | 32’ O'Neill 59’ De Patre |

#### Girone di ritorno
| Arbitro: | Trentalange (Torino) |

|                                               |           |          |
| R. Baggio 30’, 78’ Šimić 60’ Simeone 67’, 72’ | Marcatori | 3’ Muzzi |

| Arbitro: | Ceccarini (Livorno) |

|              |           |  |
| Berretta 17’ | Marcatori |  |

| Genova 7 febbraio 1999 20ª giornata | Sampdoria          | 0 – 0 referto | Cagliari | Stadio Luigi Ferraris\| Arbitro: \| De Santis (Tivoli) \| |
| Arbitro:                            | De Santis (Tivoli) |               |          |                                                           |

| Cagliari 14 febbraio 1999 21ª giornata | Cagliari             | 0 – 0 referto | Lazio | Stadio Sant'Elia\| Arbitro: \| Trentalange (Torino) \| |
| Arbitro:                               | Trentalange (Torino) |               |       |                                                        |

| Arbitro: | Messina (Bergamo) |

|                  |           |  |
| Villa 50’ (aut.) | Marcatori |  |

| Arbitro: | Braschi (Prato) |

|                         |           |                    |
| D. Andersson 82’ (rig.) | Marcatori | 81’ (aut.) Neqrouz |

| Arbitro: | Paparesta (Bari) |

|              |           |  |
| De Patre 24’ | Marcatori |  |

| Arbitro: | Cesari (Genova) |

|                                     |           |  |
| S. Inzaghi 9’ (rig.) Vierchowod 81’ | Marcatori |  |

| Arbitro: | De Santis (Tivoli) |

|                                           |           |                  |
| Mboma 21’, 46’, 60’ Muzzi 27’ (rig.), 80’ | Marcatori | 64’ A. Di Napoli |

| Arbitro: | Rodomonti (Teramo) |

|            |           |                  |
| Stanić 18’ | Marcatori | 57’ (rig.) Muzzi |

| Arbitro: | Braschi (Prato) |

|            |           |                         |
| Kallon 81’ | Marcatori | 43’ Jørgensen 61’ Walem |

| Arbitro: | Pellegrino (Barcellona Pozzo di Gotto) |

|            |           |  |
| Recoba 72’ | Marcatori |  |

| Arbitro: | Trentalange (Torino) |

|                       |           |                               |
| Mboma 31’ O'Neill 88’ | Marcatori | 11’ Gio. Tedesco 60’ Petrachi |

| Arbitro: | Bolognino (Milano) |

|             |           |                                     |
| Signori 31’ | Marcatori | 18’ O'Neill 45’ Macellari 46’ Mboma |

| Arbitro: | Rodomonti (Teramo) |

|                               |           |             |
| Mboma 39’ Berretta 68’, 90+2’ | Marcatori | 26’ Di Vaio |

| Arbitro: | Bazzoli (Merano) |

|                                 |           |           |
| Totti 16’, 77’ Di Francesco 33’ | Marcatori | 46’ Mboma |

| Arbitro: | Pellegrino (Barcellona Pozzo di Gotto) |

|             |           |                   |
| Muzzi 90+3’ | Marcatori | 40’ (aut.) Zebina |

### Coppa Italia
| Arbitro: | Pin (Conegliano Veneto) |

|                                 |           |           |
| Brevi 49’ Bonazzi 77’ Taldo 94’ | Marcatori | Mboma 20’ |

| Arbitro: | Rossi (Ciampino) |

|                       |           |  |
| Muzzi 41’, 52’ (rig.) | Marcatori |  |

| Cagliari 9 settembre 1998, ore 20:30 Sedicesimi di finale - Andata | Cagliari            | 0 – 0 | Venezia | Stadio Sant'Elia (12.000 spett.)\| Arbitro: \| Ceccarini (Livorno) \| |
| Arbitro:                                                           | Ceccarini (Livorno) |       |         |                                                                       |

| Arbitro: | Collina (Viareggio) |

|                                  |           |              |
| Carnasciali 39’ Luppi 72’ (rig.) | Marcatori | De Patre 35’ |

## Statistiche

### Statistiche di squadra
| Competizione | Punti | In casa | In casa | In casa | In casa | In casa | In casa | In trasferta | In trasferta | In trasferta | In trasferta | In trasferta | In trasferta | Totale | Totale | Totale | Totale | Totale | Totale |
| Competizione | Punti | G       | V       | N       | P       | Gf      | Gs      | G            | V            | N            | P            | Gf           | Gs           | G      | V      | N      | P      | Gf     | Gs     |
| ------------ | ----- | ------- | ------- | ------- | ------- | ------- | ------- | ------------ | ------------ | ------------ | ------------ | ------------ | ------------ | ------ | ------ | ------ | ------ | ------ | ------ |
| Serie A      | 41    | 17      | 9       | 5       | 3       | 33      | 19      | 17           | 2            | 3            | 12           | 16           | 31           | 34     | 11     | 8      | 15     | 49     | 50     |
| Coppa Italia | -     | 2       | 1       | 1       | 0       | 2       | 0       | 2            | 0            | 0            | 2            | 2            | 5            | 4      | 1      | 1      | 2      | 4      | 5      |
| Totale       | -     | 19      | 10      | 6       | 3       | 35      | 19      | 19           | 2            | 3            | 14           | 18           | 36           | 38     | 12     | 9      | 17     | 53     | 55     |